# إس إم إس (بانغرز)
أغنية إس أم إس هي أغنية لمايلي سايرس بمشاركة المغنية بريتني سبيرز، من ألبومها الرابع «بانغرز».
الأغنية من إنتاج وكتابة مايكل لين مارز بالاشتراك مع سايرس وشون غاريت، وقد واجه الشريط في بداية إطلاقه بعض النقد الموسيقي رغم أن التحميل الرقمي للأغنية ساعد على انتشارها في أمريكا والمملكة المتحدة، كما ساعد أداؤها على منصة MTV unplugged (سهرة موسيقية على قناة إم تي في)، والجولة العالمية على انتشار الأغنية عالميا.

## استقبال الأغنية
الأغنية تحتوي عناصر من الهيب هوب وكلماتها تتحدث عن الاحتفال، النساء الجميلات والقويات. إستقبلت الأغنية نقداً مختلطاً من النقاد، بعضهم أشاروا إلى «الإبداع» في الأغنية والآخر نقدوا الإنتاج ومقطع الراب الذي تغنيه سايرس. تحميلات الألبوم الرقمية ساعدت الأغنية لتدخل قوائم الولايات المتحدة و<المملكة رغم أنها لم تصدر كمنفردة. أدت مايلي الأغنية في جولتها بانغرز تور

## الترتيب
أخذت الأغنية المركز العاشر في قائمة الأغاني تحت أفضل 100 أغنية بالبيلبورد بالولايات المتحدة، وأخذت الرقم 157 في المملكة المتحدة.